# Daniele Bagozza
Daniele Bagozza (Bressanone, 3 luglio 1995) è uno snowboarder italiano.

## Palmarès

### Coppa del Mondo
- Miglior piazzamento nella Coppa del Mondo di parallelo: 4º nel 2024
- 9 podi:
  - 7 vittorie
  - 1 secondo posto
  - 1 terzo posto

#### Coppa del Mondo - Vittorie
| Data             | Luogo             | Paese    | Disciplina |
| ---------------- | ----------------- | -------- | ---------- |
| 24 febbraio 2019 | Secret Garden     | Cina     | PSL        |
| 14 gennaio 2020  | Bad Gastein       | Austria  | PSL        |
| 23 dicembre 2023 | Davos             | Svizzera | PSL        |
| 20 gennaio 2024  | Pamporovo         | Bulgaria | PSL        |
| 27 gennaio 2024  | Simonhöhe         | Austria  | PGS        |
| 8 dicembre 2024  | Yanqing           | Cina     | PSL        |
| 14 dicembre 2024 | Cortina d'Ampezzo | Italia   | PGS        |

Legenda:

PSL = Slalom parallelo

PGS= Slalom gigante parallelo